# Jeffrey Lay
Jeffrey "Jeff" Lay (født 6. oktober 1969 i Ottawa, Canada) er en canadisk tidligere roer.
Lay var med i den canadiske letvægtsfirer, der vandt sølv ved OL 1996 i Atlanta, første gang disciplinen var med på OL-programmet. Båden bestod desuden af Brian Peaker, Dave Boyes og Gavin Hassett. Canadierne blev i finalen kun besejret af Danmark, der vandt guld, mens USA tog bronzemedaljerne. Han deltog ikke i andre udgaver af OL.
Lay vandt desuden en VM-guldmedalje i letvægtsotter ved VM 1993 i Tjekkiet og en bronzemedalje i samme disciplin ved VM 1997 i Frankrig.

## OL-medaljer
- 1996:  Sølv i letvægtsfirer